# Fuertesiella
Fuertesiella é um género botânico pertencente à família das orquídeas (Orchidaceae).